# Mistrzostwa Świata Juniorów w Hokeju na Lodzie 2024 (II Dywizja)
Mistrzostwa Świata Juniorów w Hokeju na Lodzie II dywizji 2024 odbyły się w dwóch państwach: w Wielkiej Brytanii (Dumfries) oraz w Serbii (Belgrad). Zawody grupy A rozgrywane były w dniach 11–17 grudnia 2023 roku, a grupy B 14–20 stycznia 2024 roku.
W mistrzostwach drugiej dywizji uczestniczyło 12 zespołów, które zostały podzielone na dwie grupy po 6 zespołów. Rozgrywały one mecze systemem każdy z każdym. Pierwsza drużyna turnieju grupy A awansowała do mistrzostw świata dywizji IB, ostatni zespół grupy A zagra w grupie B, zastępując zwycięzcę turnieju grupy B. Najsłabsza drużyna grupy B spadła do trzeciej dywizji.
Hale, w których odbyły się zawody to:
- Ice Bowl (Dumfries)
- Ice Rink Pionir (Belgrad)

## Grupa A
Wyniki
| 11 grudnia 2023 | Litwa | 1:4 | Korea Południowa | Ice Bowl, Dumfries |

| Szczegóły      | Szczegóły             | Szczegóły       | Szczegóły                                                                             | Szczegóły                                                                              |
| -------------- | --------------------- | --------------- | ------------------------------------------------------------------------------------- | -------------------------------------------------------------------------------------- |
| Godzina: 13:00 | M. Dumcius (EQ) 40:50 | (0:0, 0:2, 1:2) | 33:28 (EQ) Lee M. Y. 34:30 (EQ) Kim D. 49:06 (EQ) Namgung S. 58:31 (EQ/ENG) Kim B. S. | Widzów: 380 Sędzia główny: Andreas Huber Sędziowie liniowi: Cyril Debuche Scott Rodger |
| Godzina: 13:00 | 6 min. kar            |                 | 8 min. kar                                                                            | Widzów: 380 Sędzia główny: Andreas Huber Sędziowie liniowi: Cyril Debuche Scott Rodger |

| 11 grudnia 2023 | Chiny | 5:1 | Hiszpania | Ice Bowl, Dumfries |

| Szczegóły      | Szczegóły                                                                             | Szczegóły       | Szczegóły              | Szczegóły                                                                                |
| -------------- | ------------------------------------------------------------------------------------- | --------------- | ---------------------- | ---------------------------------------------------------------------------------------- |
| Godzina: 16:30 | Hu J. (EQ) 00:24 Xu L. (EQ) 07:38 Li Z. (PP) 09:46 Liu Z. (EQ) 19:35 Li Z. (EQ) 45:03 | (4:0, 0:0, 1:1) | 44:12 (PP) I. Garkusha | Widzów: 203 Sędzia główny: Bostjan Groznik Sędziowie liniowi: Choi Do-yeon Daniel Rigoni |
| Godzina: 16:30 | 12 min. kar                                                                           |                 | 10 min. kar            | Widzów: 203 Sędzia główny: Bostjan Groznik Sędziowie liniowi: Choi Do-yeon Daniel Rigoni |

| 11 grudnia 2023 | Wielka Brytania | 4:1 | Holandia | Ice Bowl, Dumfries |

| Szczegóły      | Szczegóły                                                                            | Szczegóły       | Szczegóły                 | Szczegóły                                                                            |
| -------------- | ------------------------------------------------------------------------------------ | --------------- | ------------------------- | ------------------------------------------------------------------------------------ |
| Godzina: 20:00 | K. Beatie (PP) 01:50 J. Hopkins (PP) 03:33 M. Stewart (EQ) 12:21 L. Price (EQ) 50:59 | (3:1, 0:0, 1:0) | 10:24 (EQ) M. Rentmeester | Widzów: 511 Sędzia główny: Logan Gruhl Sędziowie liniowi: Ilia Kisil Andreas Vyssios |
| Godzina: 20:00 | 6 min. kar                                                                           |                 | 12 min. kar               | Widzów: 511 Sędzia główny: Logan Gruhl Sędziowie liniowi: Ilia Kisil Andreas Vyssios |

| 12 grudnia 2023 | Korea Południowa | 9:2 | Hiszpania | Ice Bowl, Dumfries |

| Szczegóły      | Szczegóły | Szczegóły       | Szczegóły                                     | Szczegóły                                                                                     |
| -------------- | --- | --------------- | --------------------------------------------- | --------------------------------------------------------------------------------------------- |
| Godzina: 13:00 | Huh M. (PP) 05:42 Hong S. W. (EQ) 25:31 Lee J. H. (EQ) 27:50 Namgung S. (EQ) 29:53 Lee J. H. (EQ) 32:25 Kim S. H. (PP) 46:05 Choi S. S. (EQ) 47:36 Kim D. (EQ) 48:35 Huh M. (EQ) 50:18 | (1:1, 4:1, 4:0) | 09:17 (EQ) H. Casaus 31:27 (EQ) D. Cantabrana | Widzów: 260 Sędzia główny: Robert Love-Dekazos Sędziowie liniowi: Cyril Debuche Daniel Rigoni |
| Godzina: 13:00 | 8 min. kar |                 | 8 min. kar                                    | Widzów: 260 Sędzia główny: Robert Love-Dekazos Sędziowie liniowi: Cyril Debuche Daniel Rigoni |

| 12 grudnia 2023 | Holandia | 4:2 | Chiny | Ice Bowl, Dumfries |

| Szczegóły      | Szczegóły                                                                               | Szczegóły       | Szczegóły                         | Szczegóły                                                                                 |
| -------------- | --------------------------------------------------------------------------------------- | --------------- | --------------------------------- | ----------------------------------------------------------------------------------------- |
| Godzina: 16:30 | T. Roodenburg (EQ) 00:07 L. Arts (PP) 21:25 T. Speel (EQ) 54:28 T. Speel (EQ/ENG) 59:27 | (1:0, 1:2, 2:0) | 24:23 (EQ) Li Z. 34:02 (PP) Xu L. | Widzów: 106 Sędzia główny: Andreas Huber Sędziowie liniowi: Choi Do-yeon Anthony Lapointe |
| Godzina: 16:30 | 10 min. kar                                                                             |                 | 8 min. kar                        | Widzów: 106 Sędzia główny: Andreas Huber Sędziowie liniowi: Choi Do-yeon Anthony Lapointe |

| 12 grudnia 2023 | Wielka Brytania | 4:5 pd. | Litwa | Ice Bowl, Dumfries |

| Szczegóły      | Szczegóły                                                                                 | Szczegóły            | Szczegóły | Szczegóły                                                                                  |
| -------------- | ----------------------------------------------------------------------------------------- | -------------------- | --- | ------------------------------------------------------------------------------------------ |
| Godzina: 20:00 | J. Hopkins (EQ) 20:51 J. Hopkins (EQ) 23:29 O. Endicott (PP) 34:08 O. Endicott (EQ) 48:15 | (0:1, 3:1, 1:2, 0:1) | 19:09 (PP) B. Belicenka 21:49 (EQ) V. Fediukin 49:23 (AG/EQ) L. Dedinas 58:08 (PP/EA) I. Michalevič 64:14 (EQ) A. Seniut | Widzów: 541 Sędzia główny: Bostjan Groznik Sędziowie liniowi: Scott Rodger Andreas Vyssios |
| Godzina: 20:00 | 8 min. kar                                                                                |                      | 26 min. kar | Widzów: 541 Sędzia główny: Bostjan Groznik Sędziowie liniowi: Scott Rodger Andreas Vyssios |

| 14 grudnia 2023 | Litwa | 6:1 | Hiszpania | Ice Bowl, Dumfries |

| Szczegóły      | Szczegóły | Szczegóły       | Szczegóły             | Szczegóły                                                                                 |
| -------------- | --- | --------------- | --------------------- | ----------------------------------------------------------------------------------------- |
| Godzina: 13:00 | P. Grybauskas (EQ) 12:37 L. Dedinas (SH) 19:48 S. Baltrūnas (EQ) 29:15 M. Dumčius (EQ) 29:50 D. Jukna (EQ) 31:34 S. Baltrūnas (EQ) 48:00 | (2:0, 3:1, 1:0) | 35:54 (EQ) B. Collado | Widzów: 189 Sędzia główny: Robert Love-Dekazos Sędziowie liniowi: Choi Do-yeon Ilia Kisil |
| Godzina: 13:00 | 10 min. kar |                 | 16 min. kar           | Widzów: 189 Sędzia główny: Robert Love-Dekazos Sędziowie liniowi: Choi Do-yeon Ilia Kisil |

| 14 grudnia 2023 | Korea Południowa | 7:1 | Holandia | Ice Bowl, Dumfries |

| Szczegóły      | Szczegóły | Szczegóły       | Szczegóły                | Szczegóły                                                                               |
| -------------- | --- | --------------- | ------------------------ | --------------------------------------------------------------------------------------- |
| Godzina: 16:30 | Lee M. Y. (EQ) 04:26 Huh M. (PP) 11:52 Kim B. S. (SH) 23:59 Kong Y. (PP) 30:38 Lee M. Y. (PP) 32:15 Kim B. S. (EQ) 39:41 Hong S. W. (EQ) 49:26 | (2:1, 4:0, 1:0) | 12:51 (EQ) J. van Mourik | Widzów: 96 Sędzia główny: Bostjan Groznik Sędziowie liniowi: Daniel Rigoni Scott Rodger |
| Godzina: 16:30 | 8 min. kar |                 | 16 min. kar              | Widzów: 96 Sędzia główny: Bostjan Groznik Sędziowie liniowi: Daniel Rigoni Scott Rodger |

| 14 grudnia 2023 | Wielka Brytania | 4:1 | Chiny | Ice Bowl, Dumfries |

| Szczegóły      | Szczegóły                                                                            | Szczegóły       | Szczegóły          | Szczegóły                                                                                |
| -------------- | ------------------------------------------------------------------------------------ | --------------- | ------------------ | ---------------------------------------------------------------------------------------- |
| Godzina: 20:00 | B. Brown (EQ) 24:31 F. Bradon (PP) 37:40 B. Brown (EQ) 48:48 C.-K. Hamill (EQ) 58:43 | (0:0, 2:0, 2:1) | 44:05 (PP2) Liu Z. | Widzów: 527 Sędzia główny: Logan Gruhl Sędziowie liniowi: Cyril Debuche Anthony Lapointe |
| Godzina: 20:00 | 16 min. kar                                                                          |                 | 12 min. kar        | Widzów: 527 Sędzia główny: Logan Gruhl Sędziowie liniowi: Cyril Debuche Anthony Lapointe |

| 15 grudnia 2023 | Holandia | 2:9 | Litwa | Ice Bowl, Dumfries |

| Szczegóły      | Szczegóły                                         | Szczegóły       | Szczegóły | Szczegóły                                                                                    |
| -------------- | ------------------------------------------------- | --------------- | --- | -------------------------------------------------------------------------------------------- |
| Godzina: 13:00 | J. van Mourik (EQ) 09:13 D. van Belkom (EQ) 20:47 | (1:2, 1:3, 0:4) | 11:54 (EQ) P. Grybauskas 14:56 (EQ) I. Michalevič 25:40 (EQ) P. Grybauskas 30:04 (EQ) V. Fediukin 38:46 (EQ) M. Levcenko 42:49 (PP) V. Fediukin 49:34 (EQ) S. Baltrūnas 53:26 (PP) S. Baltrūnas 54:09 (EQ) K. Zeynalov | Widzów: - Sędzia główny: Robert Love-Dekazos Sędziowie liniowi: Choi Do-yeon Andreas Vyssios |
| Godzina: 13:00 | 8 min. kar                                        |                 | 6 min. kar | Widzów: - Sędzia główny: Robert Love-Dekazos Sędziowie liniowi: Choi Do-yeon Andreas Vyssios |

| 15 grudnia 2023 | Chiny | 3:5 | Korea Południowa | Ice Bowl, Dumfries |

| Szczegóły      | Szczegóły                                               | Szczegóły       | Szczegóły                                                                                           | Szczegóły                                                                             |
| -------------- | ------------------------------------------------------- | --------------- | --------------------------------------------------------------------------------------------------- | ------------------------------------------------------------------------------------- |
| Godzina: 16:30 | Jia Y. (EQ) 23:30 Chen K. (EQ) 34:01 Luan R. (EQ) 52:02 | (0:1, 2:3, 1:1) | 07:07 (PP) Kim S. H. 22:21 (EQ) Yang T. G. 29:27 (PP) Huh M. 30:55 (EQ) Huh M. 47:51 (EQ) Kim B. S. | Widzów: 178 Sędzia główny: Logan Gruhl Sędziowie liniowi: Ilia Kisil Anthony Lapointe |
| Godzina: 16:30 | 12 min. kar                                             |                 | 10 min. kar                                                                                         | Widzów: 178 Sędzia główny: Logan Gruhl Sędziowie liniowi: Ilia Kisil Anthony Lapointe |

| 15 grudnia 2023 | Hiszpania | 1:6 | Wielka Brytania | Ice Bowl, Dumfries |

| Szczegóły      | Szczegóły            | Szczegóły       | Szczegóły | Szczegóły                                                                               |
| -------------- | -------------------- | --------------- | --- | --------------------------------------------------------------------------------------- |
| Godzina: 20:00 | J. Blanco (PP) 29:31 | (0:2, 1:2, 0:2) | 00:40 (EQ) C.-K. Hamill 07:17 (SH) J. Hopkins 34:14 (PP) K. Beattie 36:33 (PP) B. Brown 55:34 (EQ) C.-K. Hamill 58:02 (SH) J. Hopkins | Widzów: 610 Sędzia główny: Andreas Huber Sędziowie liniowi: Cyril Debuche Daniel Rigoni |
| Godzina: 20:00 | 14 min. kar          |                 | 16 min. kar | Widzów: 610 Sędzia główny: Andreas Huber Sędziowie liniowi: Cyril Debuche Daniel Rigoni |

| 17 grudnia 2023 | Hiszpania | 3:2 | Holandia | Ice Bowl, Dumfries |

| Szczegóły      | Szczegóły                                                        | Szczegóły       | Szczegóły                                           | Szczegóły                                                                                      |
| -------------- | ---------------------------------------------------------------- | --------------- | --------------------------------------------------- | ---------------------------------------------------------------------------------------------- |
| Godzina: 13:00 | J. Blanco (EQ) 13:59 D. Cantabrana (EQ) 35:29 P. Mata (EQ) 45:15 | (1:0, 1:0, 1:2) | 48:05 (PP) F. Filippini 51:09 (EQ) M. van Wingerden | Widzów: 205 Sędzia główny: Bostjan Groznik Sędziowie liniowi: Anthony Lapointe Andreas Vyssios |
| Godzina: 13:00 | 8 min. kar                                                       |                 | 12 min. kar                                         | Widzów: 205 Sędzia główny: Bostjan Groznik Sędziowie liniowi: Anthony Lapointe Andreas Vyssios |

| 17 grudnia 2023 | Korea Południowa | 4:3 | Wielka Brytania | Ice Bowl, Dumfries |

| Szczegóły      | Szczegóły                                                                             | Szczegóły       | Szczegóły                                                         | Szczegóły                                                                          |
| -------------- | ------------------------------------------------------------------------------------- | --------------- | ----------------------------------------------------------------- | ---------------------------------------------------------------------------------- |
| Godzina: 16:30 | Kim S. H. (EQ) 13:01 Kim S. H. (EQ) 44:52 Kong Y. (PP) 54:27 Kim S. H. (EQ/ENG) 59:10 | (1:1, 0:2, 3:0) | 17:47 (PP) K. Beattie 22:18 (EQ) J. Hopkins 25:19 (EQ) D. Osborne | Widzów: 859 Sędzia główny: Logan Gruhl Sędziowie liniowi: Ilia Kisil Daniel Rigoni |
| Godzina: 16:30 | 8 min. kar                                                                            |                 | 8 min. kar                                                        | Widzów: 859 Sędzia główny: Logan Gruhl Sędziowie liniowi: Ilia Kisil Daniel Rigoni |

| 17 grudnia 2023 | Litwa | 6:2 | Chiny | Ice Bowl, Dumfries |

| Szczegóły      | Szczegóły | Szczegóły       | Szczegóły                                | Szczegóły                                                                              |
| -------------- | --- | --------------- | ---------------------------------------- | -------------------------------------------------------------------------------------- |
| Godzina: 20:00 | D. Jukna (EQ) 06:25 L. Dedinas (EQ) 13:52 D. Čečekovas (EQ) 14:56 P. Grybauskas (PP) 34:21 K. Jevstignejev (EQ) 35:04 D. Čečekovas (EQ) 59:03 | (3:1, 2:1, 1:0) | 08:53 (PP) Jia Y. 23:05 (AG/EQ) Zhang T. | Widzów: 269 Sędzia główny: Andreas Huber Sędziowie liniowi: Cyril Debuche Scott Rodger |
| Godzina: 20:00 | 12 min. kar |                 | 12 min. kar                              | Widzów: 269 Sędzia główny: Andreas Huber Sędziowie liniowi: Cyril Debuche Scott Rodger |

Tabela
| Lp. | Zespół           | M | Pkt | Z | Zd | Pd | P | G+ | G- | +/− |
| --- | ---------------- | - | --- | - | -- | -- | - | -- | -- | --- |
| 1   | Korea Południowa | 5 | 15  | 5 | 0  | 0  | 0 | 29 | 10 | +19 |
| 2   | Litwa            | 5 | 11  | 3 | 1  | 0  | 1 | 27 | 13 | +14 |
| 3   | Wielka Brytania  | 5 | 10  | 3 | 0  | 1  | 1 | 21 | 12 | +9  |
| 4   | Chiny            | 5 | 3   | 1 | 0  | 0  | 4 | 13 | 20 | -7  |
| 5   | Holandia         | 5 | 3   | 1 | 0  | 0  | 4 | 10 | 25 | -15 |
| 6   | Hiszpania        | 5 | 3   | 1 | 0  | 0  | 4 | 8  | 28 | -20 |

    = awans do Dywizji IB     = utrzymanie w Dywizji IIA     = spadek do Dywizji IIB
Statystyki indywidualne
- Klasyfikacja strzelców:  Jack Hopkins: 6 goli[1]
- Klasyfikacja asystentów:  Kong Yuchan: 9 asyst[2]
- Klasyfikacja kanadyjska:  Kim Si Hwan: 14 punktów[3]
- Klasyfikacja kanadyjska obrońców:  Kong Yuchan: 11 punktów[4]
- Klasyfikacja +/−:  Kim Si Hwan: +10[5]
- Klasyfikacja skuteczności interwencji bramkarzy:  Benjamin Norton: 93,45%[6]
- Klasyfikacja średniej goli straconych na mecz bramkarzy:  Daniil Cepov: 1,92[6]
- Klasyfikacja minut kar:  Xu Lang: 14 minut[7]

Nagrody indywidualne
Dyrektoriat turnieju wybrał trójkę najlepszych zawodników na każdej pozycji:
- Bramkarz:  Benjamin Norton
- Obrońca:  Artur Seniut
- Napastnik:  Huh Minjoon

## Grupa B
Wyniki
| 14 stycznia 2024 | Belgia | 3:1 | Chińskie Tajpej | Ice Rink Pionir, Belgrad |

| Szczegóły      | Szczegóły                                                       | Szczegóły       | Szczegóły            | Szczegóły                                                                                |
| -------------- | --------------------------------------------------------------- | --------------- | -------------------- | ---------------------------------------------------------------------------------------- |
| Godzina: 12:30 | R. Delport (PP) 18:10 T. Gentry (EQ) 30:10 T. Gentry (EQ) 44:27 | (1:0, 1:1, 1:0) | 22:26 (EQ) Liu K.-T. | Widzów: 27 Sędzia główny: Park JaeHyung Sędziowie liniowi: Jeroen Klijberg Yuan Zhaoyang |
| Godzina: 12:30 | 12 min. kar                                                     |                 | 4 min. kar           | Widzów: 27 Sędzia główny: Park JaeHyung Sędziowie liniowi: Jeroen Klijberg Yuan Zhaoyang |

| 14 stycznia 2024 | Australia | 0:6 | Islandia | Ice Rink Pionir, Belgrad |

| Szczegóły      | Szczegóły  | Szczegóły       | Szczegóły | Szczegóły                                                                                     |
| -------------- | ---------- | --------------- | --- | --------------------------------------------------------------------------------------------- |
| Godzina: 16:00 |            | (0:2, 0:3, 0:1) | 06:14 (PP) G. Thorsteinsson 08:23 (PP) B. Einisson 25:16 (PP) A. Sveinsson 35:29 (PP) O. Jónsson 38:27 (EQ) Y. Haflidason 54:47 (EQ) V. Hlynsson | Widzów: 36 Sędzia główny: Ramon Sterkens Sędziowie liniowi: Aleksandar Djokić Uros Mladenović |
| Godzina: 16:00 | 8 min. kar |                 | 10 min. kar | Widzów: 36 Sędzia główny: Ramon Sterkens Sędziowie liniowi: Aleksandar Djokić Uros Mladenović |

| 14 stycznia 2024 | Serbia | 2:3 pk. | Rumunia | Ice Rink Pionir, Belgrad |

| Szczegóły      | Szczegóły                                  | Szczegóły                 | Szczegóły                                                      | Szczegóły                                                                                           |
| -------------- | ------------------------------------------ | ------------------------- | -------------------------------------------------------------- | --------------------------------------------------------------------------------------------------- |
| Godzina: 19:30 | P. Simić (PP) 04:21 M. Ivanović (EQ) 09:22 | (2:0, 0:1, 0:1, 0:0, 0:1) | 37:34 (EQ) C. Antal 59:45 (EA) C. Antal 65:00 (GWG) C. Lupascu | Widzów: 327 Sędzia główny: Filip Metzinger Sędziowie liniowi: Alejandro Garcia Banos Aurelien Urfer |
| Godzina: 19:30 | 8 min. kar                                 |                           | 6 min. kar                                                     | Widzów: 327 Sędzia główny: Filip Metzinger Sędziowie liniowi: Alejandro Garcia Banos Aurelien Urfer |

| 15 stycznia 2024 | Chińskie Tajpej | 1:4 | Australia | Ice Rink Pionir, Belgrad |

| Szczegóły      | Szczegóły            | Szczegóły       | Szczegóły                                                                                 | Szczegóły                                                                                        |
| -------------- | -------------------- | --------------- | ----------------------------------------------------------------------------------------- | ------------------------------------------------------------------------------------------------ |
| Godzina: 12:30 | Lin Y.-K. (EQ) 27:58 | (0:1, 1:3, 0:0) | 05:30 (EQ) D. Kuleshov 27:19 (EQ) D. Kuleshov 30:39 (EQ) J. Dixon 33:22 (EQ) D. O’Handley | Widzów: 36 Sędzia główny: Laurynas Stepankevicius Sędziowie liniowi: Kai Jürgens Uros Mladenović |
| Godzina: 12:30 | 10 min. kar          |                 | 12 min. kar                                                                               | Widzów: 36 Sędzia główny: Laurynas Stepankevicius Sędziowie liniowi: Kai Jürgens Uros Mladenović |

| 15 stycznia 2024 | Rumunia | 2:1 | Islandia | Ice Rink Pionir, Belgrad |

| Szczegóły      | Szczegóły                                  | Szczegóły       | Szczegóły              | Szczegóły                                                                                     |
| -------------- | ------------------------------------------ | --------------- | ---------------------- | --------------------------------------------------------------------------------------------- |
| Godzina: 16:00 | E. Kovacs (PP) 51:49 B. Barabas (EQ) 57:02 | (0:0, 0:1, 2:0) | 38:16 (EQ) V. Hlynsson | Widzów: 19 Sędzia główny: Filip Metzinger Sędziowie liniowi: Aleksandar Djokić Aurelien Urfer |
| Godzina: 16:00 | 18 min. kar                                |                 | 41 min. kar            | Widzów: 19 Sędzia główny: Filip Metzinger Sędziowie liniowi: Aleksandar Djokić Aurelien Urfer |

| 15 stycznia 2024 | Belgia | 0:4 | Serbia | Ice Rink Pionir, Belgrad |

| Szczegóły      | Szczegóły   | Szczegóły       | Szczegóły                                                                             | Szczegóły                                                                                 |
| -------------- | ----------- | --------------- | ------------------------------------------------------------------------------------- | ----------------------------------------------------------------------------------------- |
| Godzina: 19:30 |             | (0:1, 0:2, 0:1) | 16:20 (EQ) M. Ivanović 20:17 (EQ) M. Dinić 31:50 (EQ) M. Ivanović 51:11 (PP) P. Simić | Widzów: 426 Sędzia główny: Park JaeHyung Sędziowie liniowi: Jeroen Klijberg Yuan Zhaoyang |
| Godzina: 19:30 | 24 min. kar |                 | 10 min. kar                                                                           | Widzów: 426 Sędzia główny: Park JaeHyung Sędziowie liniowi: Jeroen Klijberg Yuan Zhaoyang |

| 17 stycznia 2024 | Belgia | 1:4 | Australia | Ice Rink Pionir, Belgrad |

| Szczegóły      | Szczegóły             | Szczegóły       | Szczegóły                                                                                   | Szczegóły                                                                                  |
| -------------- | --------------------- | --------------- | ------------------------------------------------------------------------------------------- | ------------------------------------------------------------------------------------------ |
| Godzina: 12:30 | R. Delport (EQ) 57:42 | (0:1, 0:1, 1:2) | 02:16 (PP) I. Kuleshov 22:16 (EQ) R. Langille 47:53 (EQ) D. Kuleshov 53:34 (PP) R. Langille | Widzów: 34 Sędzia główny: Filip Metzinger Sędziowie liniowi: Aleksandar Djokić Kai Jürgens |
| Godzina: 12:30 | 16 min. kar           |                 | 14 min. kar                                                                                 | Widzów: 34 Sędzia główny: Filip Metzinger Sędziowie liniowi: Aleksandar Djokić Kai Jürgens |

| 17 stycznia 2024 | Rumunia | 12:1 | Chińskie Tajpej | Ice Rink Pionir, Belgrad |

| Szczegóły      | Szczegóły | Szczegóły       | Szczegóły            | Szczegóły                                                                                                  |
| -------------- | --- | --------------- | -------------------- | --- |
| Godzina: 16:00 | S. Szopos-Böjte (PP) 11:38 E. Kovacs (EQ) 13:57 S. Szopos-Böjte (EQ) 22:27 T. Bogács (EQ) 22:39 C. Antal (EQ) 24:07 C. Antal (EA) 25:29 S. Szopos-Böjte (EQ) 29:39 E. Kovacs (EQ) 39:11 A. Nyisztor (EQ) 39:36 A. Nyisztor (EQ) 41:13 A. Molnar (EQ) 45:50 C. Antal (EQ) 50:05 | (2:1, 7:0, 3:0) | 02:19 (EQ) Lin Y.-C. | Widzów: 29 Sędzia główny: Laurynas Stepankevicius Sędziowie liniowi: Alejandro Garcia Banos Aurelien Urfer |
| Godzina: 16:00 | 8 min. kar |                 | 4 min. kar           | Widzów: 29 Sędzia główny: Laurynas Stepankevicius Sędziowie liniowi: Alejandro Garcia Banos Aurelien Urfer |

| 17 stycznia 2024 | Serbia | 5:1 | Islandia | Ice Rink Pionir, Belgrad |

| Szczegóły      | Szczegóły | Szczegóły       | Szczegóły                     | Szczegóły                                                                                    |
| -------------- | --- | --------------- | ----------------------------- | -------------------------------------------------------------------------------------------- |
| Godzina: 19:30 | S. Vidović (EQ) 08:02 M. Ivanović (PP) 16:19 S. Stanković (PP) 34:21 A. Popović (EQ) 39:34 P. Simić (EQ) 39:56 | (2:0, 3:1, 0:0) | 38:04 (PP) A. H. Kristjansson | Widzów: 623 Sędzia główny: Ramon Sterkens Sędziowie liniowi: Jeroen Klijberg Uros Mladenović |
| Godzina: 19:30 | 12 min. kar |                 | 45 min. kar                   | Widzów: 623 Sędzia główny: Ramon Sterkens Sędziowie liniowi: Jeroen Klijberg Uros Mladenović |

| 18 stycznia 2024 | Australia | 1:4 | Rumunia | Ice Rink Pionir, Belgrad |

| Szczegóły      | Szczegóły             | Szczegóły       | Szczegóły                                                                                  | Szczegóły                                                                                    |
| -------------- | --------------------- | --------------- | ------------------------------------------------------------------------------------------ | -------------------------------------------------------------------------------------------- |
| Godzina: 12:30 | S. Rapchuk (PP) 41:45 | (0:0, 0:2, 1:2) | 20:57 (EQ) A. Nyisztor 26:09 (EQ) B. Barabas 48:58 (EQ) A. Nyisztor 58:38 (EQ) A. Nyisztor | Widzów: - Sędzia główny: Ramon Sterkens Sędziowie liniowi: Aleksandar Djokić Jeroen Klijberg |
| Godzina: 12:30 | 14 min. kar           |                 | 22 min. kar                                                                                | Widzów: - Sędzia główny: Ramon Sterkens Sędziowie liniowi: Aleksandar Djokić Jeroen Klijberg |

| 18 stycznia 2024 | Islandia | 4:3 | Belgia | Ice Rink Pionir, Belgrad |

| Szczegóły      | Szczegóły                                                                                          | Szczegóły       | Szczegóły                                                        | Szczegóły                                                                                         |
| -------------- | -------------------------------------------------------------------------------------------------- | --------------- | ---------------------------------------------------------------- | ------------------------------------------------------------------------------------------------- |
| Godzina: 16:00 | A. Sveinsson (EQ) 05:42 A. Sveinsson (PP2) 31:15 N. Hafsteinsson (EQ) 40:57 V. Hlynsson (EQ) 56:05 | (1:1, 1:2, 2:0) | 19:01 (EQ) R. Delport 29:44 (PP) J. Moonen 38:28 (EQ) R. Delport | Widzów: 31 Sędzia główny: Laurynas Stepankevicius Sędziowie liniowi: Aurelien Urfer Yuan Zhaoyang |
| Godzina: 16:00 | 12 min. kar                                                                                        |                 | 6 min. kar                                                       | Widzów: 31 Sędzia główny: Laurynas Stepankevicius Sędziowie liniowi: Aurelien Urfer Yuan Zhaoyang |

| 18 stycznia 2024 | Chińskie Tajpej | 1:6 | Serbia | Ice Rink Pionir, Belgrad |

| Szczegóły      | Szczegóły             | Szczegóły       | Szczegóły | Szczegóły                                                                                      |
| -------------- | --------------------- | --------------- | --- | ---------------------------------------------------------------------------------------------- |
| Godzina: 19:30 | Shih Y.-T. (PP) 26:19 | (0:1, 1:4, 0:1) | 19:50 (EQ) S. Stanković 20:55 (EQ) K. Mladenović 21:50 (EQ) Marko Opalić 26:12 (SH) M. Ivanović 33:10 (EQ) A. Popović 48:09 (EQ) S. Vidović | Widzów: 368 Sędzia główny: Park JaeHyung Sędziowie liniowi: Alejandro Garcia Banos Kai Jürgens |
| Godzina: 19:30 | 4 min. kar            |                 | 16 min. kar | Widzów: 368 Sędzia główny: Park JaeHyung Sędziowie liniowi: Alejandro Garcia Banos Kai Jürgens |

| 20 stycznia 2024 | Rumunia | 4:0 | Belgia | Ice Rink Pionir, Belgrad |

| Szczegóły      | Szczegóły                                                                       | Szczegóły       | Szczegóły  | Szczegóły                                                                                |
| -------------- | ------------------------------------------------------------------------------- | --------------- | ---------- | ---------------------------------------------------------------------------------------- |
| Godzina: 12:30 | T. Szabo (EQ) 04:30 C. Antal (PS) 23:33 R. Ördög (PP) 45:06 T. Szabo (EQ) 59:29 | (1:0, 1:0, 2:0) |            | Widzów: 42 Sędzia główny: Ramon Sterkens Sędziowie liniowi: Aurelien Urfer Yuan Zhaoyang |
| Godzina: 12:30 | 14 min. kar                                                                     |                 | 6 min. kar | Widzów: 42 Sędzia główny: Ramon Sterkens Sędziowie liniowi: Aurelien Urfer Yuan Zhaoyang |

| 20 stycznia 2024 | Islandia | 9:4 | Chińskie Tajpej | Ice Rink Pionir, Belgrad |

| Szczegóły      | Szczegóły | Szczegóły       | Szczegóły                                                                              | Szczegóły                                                                                |
| -------------- | --- | --------------- | -------------------------------------------------------------------------------------- | ---------------------------------------------------------------------------------------- |
| Godzina: 16:00 | N. Hafsteinsson (EQ) 03:28 A. Sveinsson (EQ) 08:30 A. H. Kristjansson (EQ) 14:15 K. Johannesson (EQ) 19:16 H. Hrolfsson (EQ) 27:54 U. Blöndal (EQ) 41:13 B. Olgeirsson (EQ) 44:51 G. Thorsteinsson (PP) 52:52 N. Hafsteinsson (EQ) 59:07 | (4:1, 1:3, 4:0) | 14:02 (PP) Wang Y.-A. 20:32 (PP) Wang Y.-H. 29:30 (EQ) Wang Y.-A. 31:47 (EQ) Lin Y.-K. | Widzów: 32 Sędzia główny: Filip Metzinger Sędziowie liniowi: Kai Jürgens Uros Mladenović |
| Godzina: 16:00 | 8 min. kar |                 | 12 min. kar                                                                            | Widzów: 32 Sędzia główny: Filip Metzinger Sędziowie liniowi: Kai Jürgens Uros Mladenović |

| 20 stycznia 2024 | Serbia | 4:0 | Australia | Ice Rink Pionir, Belgrad |

| Szczegóły      | Szczegóły                                                                                 | Szczegóły       | Szczegóły    | Szczegóły |
| -------------- | ----------------------------------------------------------------------------------------- | --------------- | ------------ | --- |
| Godzina: 19:30 | A. Popović (EQ) 11:50 P. Pećerić (PP) 17:52 S. Vidović (PP2) 19:03 M. Ivanović (EQ) 46:12 | (3:0, 0:0, 1:0) |              | Widzów: 576 Sędzia główny: Laurynas Stepankevicius Sędziowie liniowi: Alejandro Garcia Banos Jeroen Klijberg |
| Godzina: 19:30 | 26 min. kar                                                                               |                 | 142 min. kar | Widzów: 576 Sędzia główny: Laurynas Stepankevicius Sędziowie liniowi: Alejandro Garcia Banos Jeroen Klijberg |

Tabela
| Lp. | Zespół          | M | Pkt | Z | Zd | Pd | P | G+ | G- | +/− |
| --- | --------------- | - | --- | - | -- | -- | - | -- | -- | --- |
| 1   | Rumunia         | 5 | 14  | 4 | 1  | 0  | 0 | 25 | 5  | +20 |
| 2   | Serbia          | 5 | 13  | 4 | 0  | 1  | 0 | 21 | 5  | +16 |
| 3   | Islandia        | 5 | 9   | 3 | 0  | 0  | 2 | 21 | 14 | +7  |
| 4   | Australia       | 5 | 6   | 2 | 0  | 0  | 3 | 9  | 16 | -6  |
| 5   | Belgia          | 5 | 3   | 1 | 0  | 0  | 4 | 7  | 17 | -10 |
| 6   | Chińskie Tajpej | 5 | 0   | 0 | 0  | 0  | 5 | 8  | 34 | -26 |

    = awans do II dywizji grupy A
    = utrzymanie w II dywizji grupie B
    = spadek do III dywizji grupy A
Statystyki indywidualne
- Klasyfikacja strzelców:  Csongor Antal
 Minja Ivanović: 6 goli[9]
- Klasyfikacja asystentów:  Arnar Helgi Kristjansson: 7 asyst[10]
- Klasyfikacja kanadyjska:  Minja Ivanović: 10 punktów[11]
- Klasyfikacja kanadyjska obrońców:  Arnar Helgi Kristjansson: 9 punktów[12]
- Klasyfikacja +/−:  Kristjan Johannesson: +9[13]
- Klasyfikacja skuteczności interwencji bramkarzy:  Filip Korenić: 97,22%[14]
- Klasyfikacja średniej goli straconych na mecz bramkarzy:  Filip Korenić: 0,71 goli[14]
- Klasyfikacja minut kar:  Bergthor Agustsson: 35 minut[15]

Nagrody indywidualne
Dyrektoriat turnieju wybrał trójkę najlepszych zawodników na każdej pozycji:
- Bramkarz:  Filip Korenić
- Obrońca:  Arnar Helgi Kristjansson
- Napastnik:  Csongor Antal